# Super-G

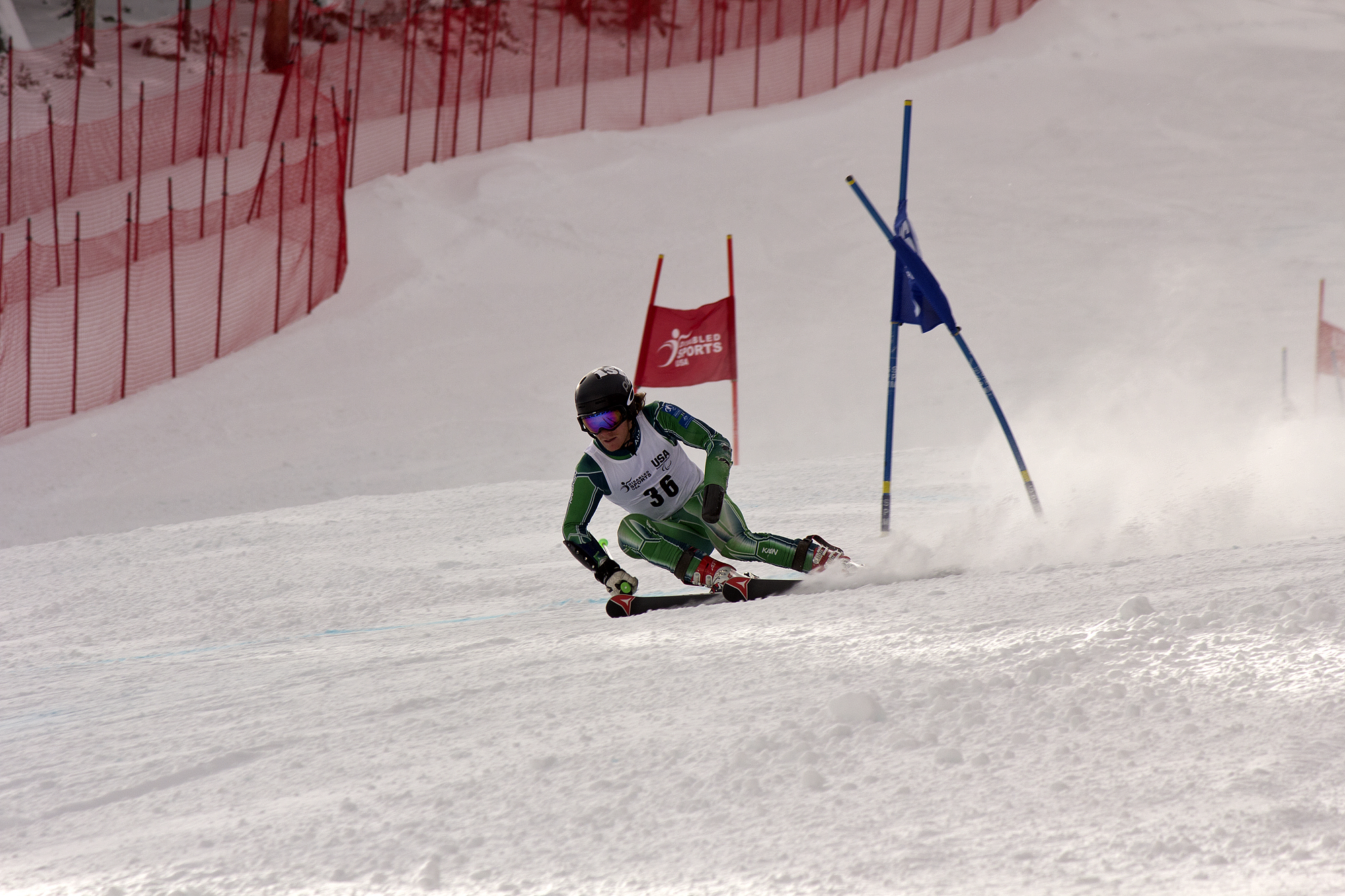
Rennfahrer beim Super-Riesenslalom

Der Super-G (Abkürzung für englisch Super Giant Slalom, deutsch Super-Riesenslalom) ist eine Disziplin im alpinen Skisport und im Grasskilauf.

## Alpiner Skisport
Der Super-G ist nach der Abfahrt die zweitschnellste Disziplin im alpinen Skisport. Die Strecke ist kürzer als bei der Abfahrt, aber technisch anspruchsvoller. Es gibt wesentlich mehr Tore, die zudem enger gesetzt sind.

### Regeln
Der Höhenunterschied bei Super-G-Rennen der Männer im Weltcup, in den Kontinentalcups, bei Weltmeisterschaften und bei Olympischen Spielen beträgt mindestens 500 m und höchstens 650 m, bei den Frauen 400 bis 600 m. Es müssen mindestens 35 bzw. 30 Tore gesetzt werden. 
Vorschrift ist für offene Tore eine Breite von 6–8 Metern und für Vertikaltore 8–12 Meter sowie ein Mindestabstand von 25 Metern für die Torabfolge.
Im Gegensatz zur Abfahrt finden keine Trainingsläufe statt; die Läufer können die Strecke am Renntag besichtigen, jedoch nicht befahren. Der Super-G wird in einem einzigen Lauf ausgetragen.
Der Weltverband FIS legte auf die Saison 2003/04 hin erstmals Mindestlängen für die Skier in Super-G-Rennen fest.

### Geschichte
Der Super-G wurde von der FIS eingeführt, um einerseits eine zusätzliche Speed-Disziplin anbieten zu können, andererseits um den Riesenslalom wieder zu einem engeren Verlauf der Tore und damit in eine mehr technisch orientierte Richtung zu lenken. Zunächst wurde der Bewerb »RS1« genannt und war auch umstritten.
Als »Proben« gab es bereits am 10. Dezember 1981 in La Villa einen nicht zum Weltcup zählenden Super-G und am 24. November 1982 im Rahmen der nur zum Nationencup zählenden World Series of Skiing in Bormio, jeweils mit einem Sieg von Pirmin Zurbriggen.
Das erste Weltcuprennen in der neuen Disziplin fand, ob der Wetterprobleme um einen Tag verschoben, am 12. Dezember 1982 in Val-d’Isère in Anwesenheit von Weltcupgründer Serge Lang und von Marielle Goitschel und Jean-Claude Killy statt. Sieger war der Schweizer Peter Müller. Es fehlten beim Auftakt sowohl Phil Mahre als auch Ingemar Stenmark. Die Damen folgten am 9. Januar 1983 in Verbier mit Irene Epple als Siegerin.
Hinsichtlich der Startgruppen bewegte sich der Weltskiverband auf Neuland, ähnlich wie um 1968 und 1973 bei der International Tennis Federation, als die Open Era begann und das ATP-Ranking eingeführt wurde. Einerseits rekrutierten sich die ersten Startnummern aus Läufern vom Riesenslalom (Ingemar Stenmark trug bei seinem Debüt in Madonna di Campiglio die Nummer 5) und in den ersten beiden Jahren wurden die errungenen Weltcuppunkte in die Riesenslalomwertung aufgenommen; anderseits durfte eine höhere Zahl von Fahrern pro Verband an den Start gehen (die Schweiz stellte am 12. Dezember 1982 gleich 17), wohl um sowohl den Abfahrern als auch Riesenslalomläufern eine Chance zu geben. Von Rennen zu Rennen entwickelten sich konkrete FIS-Punktelisten, so dass auch hier die üblichen Kontingente pro Nation zur Geltung kamen. Heute wird die World Cup Start List (WCSL) zur Bestimmung der Super-G-Startliste verwendet.
Während von den traditionellen Skisportnationen Österreichs Herren durch Hans Enn schon im zweiten Weltcupbewerb mit Rang zwei das erste Podest und schon im vierten (am 10. Dezember 1983 in Val d’Isère) der erste Sieg gelang, brauchten deren Damen etwas länger. Zwar gab es auch schon im vierten Rennen (am 4. März 1984 in Mont Sainte-Anne mit Rang zwei) durch Elisabeth Kirchler das erste „Treppchen“, aber erst am 29. November 1987 konnte Sigrid Wolf in Sestriere im mittlerweile 19. Weltcup-Super-G erstmals einen Sieg erringen. Auch die Schweizer Damen benötigten, im Gegensatz zu ihren männlichen Kollegen, etwas länger, kamen am 13. Januar 1985 durch Michela Figini in Pfronten zum ersten Sieg.
Den besten Start bei den Damen gab es für Deutschland; bis einschließlich 1986/87 konnten – bei in Summe 18 Rennen – 9 Siege errungen werden, und man blieb bis 2004/05 in Front, als man mit Österreich jeweils 38 Siege aufwies. Mit 42 Siegen liegen die DSV-Vertreterinnen aber auch nach 2015/16 auf Rang zwei (Österreich: 55; zum Vergleich: USA 31, Schweiz 28, Frankreich 23).
Im Herrenbereich verhielt es sich etwas anders: Mit 19 Siegen lag die Schweiz nach 1991/92 klar vor Deutschland (6) und Österreich (4), doch konnte neun Jahre kein Sieg dazu gefügt werden, während sich Österreich absetzte. Aktuell (nach 2015/16) führt „Rot-Weiß-Rot“ mit 73 Siegen vor der Schweiz (34) und Norwegen (33); Deutschland ist auf seinen sechs Siegen kleben geblieben. Allerdings gibt es bei den Disziplinenwertungen einen Unterschied: Mittlerweile wurden sowohl bei den Damen als auch Herren 32 „kleine Kugeln“ vergeben, wobei Deutschlands Damen zehn abräumten (dahinter Frankreich und Österreich mit je sechs) – und bei den Herren holte sich Norwegen ebenfalls zehn (vor Österreich mit acht).
Die ersten Weltmeisterschaftsrennen fanden 1987 in Crans-Montana statt, gewonnen von Pirmin Zurbriggen und Maria Walliser. In der Gesamtbilanz führt bei den Herren (nach nunmehr 14 Championats) Österreich knapp mit vier Goldmedaillen vor der Schweiz und Norwegen (je drei); auch bei den Damen (wo es wegen der Absage des Herren-Super-Gs 1993 um einen Bewerb mehr gab) gingen die meisten Goldmedaillen an Österreich mit sechs, Italien und Schweden folgen mit zwei.
Anmerkung: 1999 gab es bei den Herren die Novität von ex-aequo-Gold durch Hermann Maier und Lasse Kjus.
Die ersten Olympiasieger waren 1988 Franck Piccard und Sigrid Wolf. Insgesamt waren bei den mittlerweile acht olympischen Super-Gs bei den Herren die Norweger (auch dank Kjetil André Aamodt mit dreimal Gold) fünfmal am obersten Podest, die österreichischen Damen konnten sich viermal behaupten.
Hermann Maier aus Österreich ist der erfolgreichste Super-G-Fahrer der Geschichte. Er gewann 24 Weltcup-Rennen, holte fünf Mal die Disziplinenwertung und wurde Weltmeister und Olympiasieger. Ein weiterer Spezialist war der Norweger Kjetil André Aamodt. Ihm gelang es, 1992, 2002 und 2006 olympisches Gold zu gewinnen.
Im Damen-Weltcup gewann Lara Gut-Behrami sechsmal die Disziplinenwertung, Lindsey Vonn gewann 28 Rennen im Weltcup.

## Grasski
Der Super-G ist die jüngste und schnellste Disziplin im Grasskisport. Er war erstmals 1987 im Programm der Weltmeisterschaft. Im Gegensatz zu Slalom und Riesenslalom wird der Super-G in nur einem Lauf entschieden. Abfahrten wie im alpinen Skisport werden wegen fehlender geeigneter Pisten nicht ausgetragen, allerdings gibt es Bestrebungen, sogenannte Sprint-Abfahrten durchzuführen.
Die Höhendifferenz einer Super-G-Piste beträgt bei Weltmeisterschaften und Weltcuprennen für Herren 120 bis 180 Meter (in Ausnahmefällen minimal nur 100 Meter) und für Damen 110 bis 150 Meter (in Ausnahmefällen nur 90 Meter). Für alle anderen FIS-Bewerbe soll der Höhenunterschied 90 bis 150 Meter betragen. Die Anzahl der Richtungsänderungen beträgt etwa ein Zehntel der Höhendifferenz, also zum Beispiel zehn Richtungsänderungen bei 100 Meter Höhenunterschied. Die Startreihenfolge richtet sich nach den FIS-Punkten. Den 15 bestplatzierten Läufern in der FIS-Rangliste werden die vorderen Startplätze zugelost, alle weiteren starten in der Reihenfolge ihrer FIS-Punkte. Vor dem Rennen erfolgt eine Besichtigung des Kurses.